# Bobsleigh nos Jogos Olímpicos de Inverno de 2006
As competições de bobsleigh nos Jogos Olímpicos de Inverno de 2006 foram disputadas entre 18 e 25 de fevereiro em Turim, na Itália. O bobsleigh é dividido em três eventos. As competições foram realizados em Cesana Pariol.

## Calendário
| Fevereiro | 10 | 11 | 12 | 13 | 14 | 15 | 16 | 17 | 18 | 19 | 20 | 21 | 22 | 23 | 24 | 25 | 26 |
| --------- | -- | -- | -- | -- | -- | -- | -- | -- | -- | -- | -- | -- | -- | -- | -- | -- | -- |
| Bobsleigh |    |    |    |    |    |    |    |    |    | 1  |    | 1  |    |    |    | 1  |    |

|  | Dia de competição |  | Dia de final |  | Exibição de gala |

## Eventos
- Duplas femininas
- Duplas masculinas
- Equipes masculinas

## Medalhistas
Masculino
| Evento           | Ouro                                                         | Prata                                                                          | Bronze                                                          |
| ---------------- | ------------------------------------------------------------ | ------------------------------------------------------------------------------ | --------------------------------------------------------------- |
| Duplas detalhes  | André Lange Kevin Kuske GER Alemanha                         | Pierre Lueders Lascelles Brown CAN Canadá                                      | Martin Annen Beat Hefti SUI Suíça                               |
| Equipes detalhes | André Lange Rene Hoppe Kevin Kuske Martin Putze GER Alemanha | Alexandre Zoubkov Philippe Egorov Alexei Seliverstov Alexey Voevoda RUS Rússia | Martin Annen Thomas Lamparter Beat Hefti Cedric Grand SUI Suíça |

Feminino
| Evento          | Ouro                                              | Prata                                             | Bronze                                          |
| --------------- | ------------------------------------------------- | ------------------------------------------------- | ----------------------------------------------- |
| Duplas detalhes | Sandra Kiriasis Anja Schneiderheinze GER Alemanha | Shauna Rohbock Valerie Fleming USA Estados Unidos | Gerda Weissensteiner Jennifer Isacco ITA Itália |

## Quadro de medalhas
| Ordem | País               | Medalha de ouro | Medalha de prata | Medalha de bronze |   | Ordem por total |
| ----- | ------------------ | --------------- | ---------------- | ----------------- | - | --------------- |
| 1     | GER Alemanha       | 3               |                  |                   | 3 | 1               |
| 2     | CAN Canadá         |                 | 1                |                   | 1 | 3               |
| 2     | USA Estados Unidos |                 | 1                |                   | 1 | 3               |
| 2     | RUS Rússia         |                 | 1                |                   | 1 | 3               |
| 5     | SUI Suíça          |                 |                  | 2                 | 2 | 2               |
| 6     | ITA Itália         |                 |                  | 1                 | 1 | 3               |
| TOTAL | TOTAL              | 3               | 3                | 3                 | 9 | —               |